# Buxus imbricata
Buxus imbricata är en buxbomsväxtart som beskrevs av Ignatz Urban. Buxus imbricata ingår i släktet buxbomar, och familjen buxbomsväxter. Inga underarter finns listade i Catalogue of Life.